# Слонимский, Михаил Леонидович
Михаи́л Леони́дович Слони́мский (21 июля [2 августа] 1897, Санкт-Петербург — 8 октября 1972, Ленинград) — русский советский писатель

 и мемуарист.

## Биография
Родился в семье экономиста и публициста Леонида (Людвига) Зиновьевича Слонимского (1850, Житомир — 1918, Петроград). Внук (по отцовской линии) видного еврейского издателя, литератора (на иврите), популяризатора науки, математика и изобретателя Хаим-Зелика (Зиновия Яковлевича) Слонимского (1810, Белосток, Гродненская губерния — 1904, Варшава) и (по материнской линии) немецкой еврейской писательницы Паулины Юлиевны Венгеровой (Эпштейн) (1833, Бобруйск, Минская губерния — 1916, Минск), автора известных мемуаров «Записки бабушки: Картины из истории культуры русских евреев в XIX столетии» (1908—1910, Берлин). Правнук изобретателя вычислительной машины Абрама Штерна.
По окончании гимназии добровольцем пошёл на фронт. С января 1915 года участвовал в 1-й мировой войне. Был ранен и контужен. Вернувшись в полк в марте 1916, был снова ранен и эвакуирован в петроградский госпиталь. Был писарем в Первом пехотном запасном полку, впоследствии служил в 6-м сапёрном батальоне и в роте кандидатом в школу прапорщиков.
После демобилизации учился два года на историко-филологическом факультете Петроградского университета. Служил в архиве Наркомпроса (1918), работал в секретариате издательства «Всемирная литература» (1919). В 1920 поселился в «Доме искусств», стал его («Дома искусств») секретарём. Занимался в «Литературной студии» Е. И. Замятина, из которой позже развилась группа «Серапионовы братья», куда входил со дня основания (первое собрание — 1 февраля 1921 года, присутствовали И. Груздев, М. Зощенко, Вс. Иванов, В. Каверин, Л. Лунц, Н. Никитин, Е. Полонская, Н. Тихонов и др.). В 1922 году выпустил первый сборник рассказов «Шестой стрелковый». С 1923 года работал в различных издательствах и журналах. Во время поездки в Донбасс в гости к Евгению Шварцу в 1923 году организовал выход первого литературного донбасского журнала «Забой» (ныне — «Донбасс»).
Член правления Всероссийского союза писателей (1925), председатель Ленинградского отделения Союза писателей (1929—32), член правления Союза писателей СССР (1934—54), в конце 1930-х — председатель правления ленинградского Литфонда.
Как утверждает В. Каверин в своих мемуарах («Эпилог»), «он написал и послал Сталину свой роман об оппозиции, направленный против Бухарина, Зиновьева, Каменева, и пережил постыдную неудачу, связанную с этим романом».
Во время войны жил в эвакуации в Молотове.
Награждён тремя орденами, а также медалями.
Скончался в Ленинграде в 1972 году, похоронен на писательском кладбище в посёлке Комарово, в пригороде Ленинграда.

## Литературная деятельность
Дебютировал в печати рассказом «Экзаменационные работы», подписанный псевдонимом Мими, в журнале «Новый сатирикон» в 1914. Первой книгой был сборник рассказов о Первой мировой войне «Шестой стрелковый» (1922). Автор романов «Лавровы» (1926, вторая редакция — 1953), «Фома Клешнев» (1930), повестей «Средний проспект» (1927) и «Западники» (1927).
В 1927 году принял участие в коллективном романе «Большие пожары», публиковавшемся в журнале «Огонёк».
После войны издал трилогию романов «Инженеры» (1950), «Друзья» (1954) и «Ровесники века» (1959), роман «Семь лет спустя» (1963).
Роман «Лавровы» ещё обладает некоторой силой воздействия благодаря военному опыту писателя, все же позднейшие романы Слонимского сконструированы искусственно и художественно неубедительны.

## Семья
- Мать — Фаина Афанасьевна Слонимская (урождённая Венгерова, 1857—1944).
- Жена — Ида Исааковна Каплан (1903—1998), физиолог, ученица и корреспондентка А. А. Ухтомского[2].
  - Сын — композитор, пианист и музыковед Сергей Михайлович Слонимский (1932—2020).
- Братья — писатель и литературовед Александр Леонидович Слонимский (1881, Петербург — 1964, Москва); музыковед, лексикограф, композитор, дирижёр и пианист Николас (Николай Леонидович) Слонимский (1894, Петербург — 1995, Лос-Анджелес); Владимир Леонидович Слонимский (1895—1915) умер от туберкулёза. Сестра — Юлия Леонидовна Слонимская (в замужестве Сазонова, 1887—1957), поэтесса, прозаик, историк русской литературы, с 1920 года в эмиграции во Франции.
- Дяди — литературный критик и библиограф Семён Афанасьевич Венгеров (1855—1920) и еврейский филолог и педагог Иосиф Зеликович Слонимский (1860, Варшава — 1933, Париж), автора ряда учебников на идише по изучению иностранных языков. Тёти — литературный критик, историк западно-европейской литературы, переводчица Зинаида Афанасьевна Венгерова (1867, Гельсингфорс — 1941, Нью-Йорк), жена поэта и драматурга Николая Максимовича Минского (Виленкина); американская пианистка и музыкальный педагог Изабелла Афанасьевна Венгерова (1877, Минск — 1956, Нью-Йорк).
- Двоюродный брат — польский писатель, поэт и журналист Антоний Слонимский (1895, Варшава — 1976, там же).
- Двоюродная сестра — поэтесса и переводчица Людмила Николаевна Вилькина (1873, Санкт-Петербург — 1920, Париж).

## Награды
- 2 ордена Трудового Красного Знамени (01.08.1957; 08.08.1967)
- орден «Знак Почёта» (31.01.1939)

## Адреса в Петрограде — Ленинграде
- 1920—1922 — ДИСК — проспект 25-го Октября, 15;
- 1924—1925 — ДИСК — проспект 25-го Октября, 15;
- 1927—1935 — доходный дом С. Ф. Мор — улица Марата, 3;
- 1935—1941, 1953 — 08.10.1972 года— дом Придворного конюшенного ведомства («писательская надстройка») — набережная канала Грибоедова, 9;